# Kanon Fukuda
Pour les articles homonymes, voir Fukuda.
Kanon Fukuda (福田花音, Fukuda Kanon, née le 12 mars 1995 à Kawagoe, Japon) est une chanteuse, seiyū et idole japonaise du Hello! Project, membre de 2009 à 2015 du groupe de J-pop S/mileage renommé Angerme en 2015.

## Biographie
Kanon Fukuda est sélectionnée en 2004 comme élève au sein du Hello! Pro Egg, mais ne débute qu'en 2008 lorsqu'elle est intégrée au nouveau groupe Shugo Chara Egg!. En parallèle, elle forme le nouveau groupe S/mileage en avril 2009, et rejoint une nouvelle mouture de Mini Moni en juillet suivant. Elle quitte Shugo Chara Egg! le mois d'après et y est remplacée, se consacrant désormais à S/mileage. En mars 2010, elle est "graduée" du Hello! Pro Egg avec les membres de S/mileage, quittant son statut de débutante "egg" pour devenir membre active du Hello! Project à part entière. Le même mois, elle est choisie avec deux de ses collègues de S/mileage pour doubler les voix des trois héroïnes de la série anime Hime Chen! Otogi Chikku Idol Lilpri, et forme avec elles en parallèle à S/mileage le groupe temporaire Lilpri dans le cadre de la série.
Kanon Fukuda annonce le 20 mai 2015 son futur départ du groupe (renommé Angerme fin 2014) et du Hello! Project pour l'automne 2015, afin de se consacrer à ses études à l’université. Son dernier concert avec le groupe aura lieu au Nippon Budokan le 29 novembre suivant. Pour célébrer son départ, elle interprète en solo la chanson Watashi sur le dernier single qu'elle sort avec Angerme le 11 novembre, Desugita Kui wa Utarenai / Dondengaeshi / Watashi.

## Groupes
Au sein du Hello! Poject
- Hello! Pro Egg (2004–2010)
- Shugo Chara Egg! (2008-2009)
- S/mileage (2009-2014)
- Shin Minimoni : (2009)
- Lilpri (2010)
- Bekimasu (2011)
- Hello! Project Mobekimasu (2011)
- Plumeria, renommé HI-FIN (2013)
- Angerme (2015)

## Discographie

### Avec S/mileage / Angerme
Singles
- 7 juin 2009 : Amanojaku
- 23 septembre 2009 : Asu wa Date na no ni, Ima Sugu Koe ga Kikitai
- 23 novembre 2009 : Suki Chan
- 14 mars 2010 : Otona ni Narutte Muzukashii!!!
- 26 mai 2010 : Yume Miru Fifteen
- 28 juillet 2010 : Gambara Nakute mo ee Nende!!
- 29 septembre 2010 : Onaji Jikyū de Hataraku Tomodachi no Bijin Mama
- 9 février 2011 : Short Cut
- 27 avril 2011 : Koi ni Booing Boo!
- 6 juillet 2011 : Uchōten Love
- 28 septembre 2011 : Tachia Girl
- 28 décembre 2011 : Please Miniskirt Post Woman
- 1er février 2012 : Chotto Matte Kudasai!
- 2 mai 2012 : Dot Bikini
- 22 août 2012 : Suki yo, Junjō Hankōki
- 28 novembre 2012 : Samui ne
- 20 mars 2013 : Tabidachi no Haru ga Kita
- 3 juillet 2013 : Atarashii Watashi ni Nare! / Yattaruchan
- 18 décembre 2013 : Ee ka!? / "Ii Yatsu"
- 30 avril 2014 : Mystery Night! / Eighteen Emotion
- 20 août 2014 : Aa Susukino/Chikyuu wa Kyou mo Ai wo Hagukumu
- 4 février 2015 : Taiki Bansei / Otome no Gyakushū
- 22 juillet 2015 : Nana Korobi Ya Oki / Gashin Shōtan / Mahō Tsukai Sally
- 11 novembre 2015 : Desugita Kui wa Utarenai / Dondengaeshi / Watashi

Albums
- 8 décembre 2010 : Warugaki 1
- 30 mai 2012 : S/mileage Best Album Kanzenban 1
- 22 mai 2013 : 2 Smile Sensation
- 25 novembre 2015 : S/mileage / Angerme Selection Album "Taiki Bansei"

### Autres participations
- avril 2006 : Sora ga Aru (avec Mirei Hashida, Robin Shōko Okada, Sayaka Kitahara)
- 10 décembre 2008 : Minna no Tamago (avec Shugo Chara Egg!)
- 25 février 2009 : Shugo Shugo! (avec Shugo Chara Egg!)

### Autres chansons
- 27 mai 2009 : Omakase Guardian (Omakase Guardian des Guardians 4 avec Shugo Chara Egg!
- 2 septembre 2009 : School Days (School Days des Guardians 4 avec Shugo Chara Egg!
- 15 juillet 2009 : Tentō Chū no Sanba (Chanpuru 1 ~Happy Marriage Song Cover Shū~) du Hello! Project avec Shin Minimoni
- 2 décembre 2009 : Pen Pen Kyōdai (Petit Best 10) du Hello! Project avec Shin Minimoni
- 16 juin 2010 : Little Princess Pri! (avec Lilpri)
- 17 novembre 2010 : Idolulu (avec Lilpri)
- 6 août 2011 : Makeru na Wasshoi! (avec Bekimasu), sortie limitée et ré-éditée le 21 décembre 2011
- 16 novembre 2011 : Busu ni Naranai Tetsugaku (avec Hello! Project Mobekimasu)
- 7 août 2013 : Lady Mermaid / Eiya-sa! Brother / Kaigan Shisou Danshi (avec Dia Lady, HI-FIN, Mellowquad)

## Filmographie
Films
- 2009 : Fuyu no Kaidan ~Boku to Watashi to Obaachan no Monogatari~ (冬の怪談～ぼくとワタシとおばあちゃんの物語～)
- 2012 : Kaidan Shin Mimibukuro•Igyou (怪談新耳袋・異形) (Momoka)

Dramas
- 2012 : Suugaku♥Joushi Gakuen (数学♥女子学園)

Animés
- 2010-2011 : Hime-chen! Otogichikku Idol Lilpri (ひめチェン!おとぎちっくアイドル リルぷりっ) (Sasahara Natsuki)

Internet
2011Michishige Sayumi no "Mobekimasutte Nani??" (道重さゆみの『モベキマスってなに？？』)

## Divers
DVD
- 23 janvier 2013 : ?

Programmes TV
- 2 septembre 2007 : Chao.TV (ちゃお.TV)
- 2010–2011 : Bijo Gaku (美女学)
- 2010– : Hanasaka Times (Disney Corner; Hanasaka Disney)
- 2011 : Smile Factory
- 2011–2012 : HELLOPRO! TIME (ハロプロ！ＴＩＭＥ)
- 2012 : S/mileage no Sono Joshiki Choto Mate Kudasai! (スマイレージのその常識チョトマテクダサイ!)
- 2012– : Haiku Saku Saku! (俳句さく咲く!)
- 2012– : Hello! SATOYAMA Life (ハロー！ＳＡＴＯＹＡＭＡライフ)

Comédies musicales et théâtres
- décembre 2005 : 34 Choume no Kiseki (34丁目の奇跡)
- 8 novembre 2006 : Hakujaden ~White Lovers~ (白蛇伝～White Lovers～)
- 24 mars 2007 : Sen Saigetsu (千歳月)
- 16 août 2007 : Saien!! Sen Saigetsu (再縁!! 千歳月)
- 3 octobre 2007 : Heisei Revolution ~Back to the Byakkotai~ (平成レボリューション～バック トゥ ザ・白虎隊)
- 13-23 août 2009 : Shugo Chara! Musical - Nadeshiko Fujisaki (しゅごキャラ!（藤咲 なでしこ）)
- 24-30 avril 2013 : Moshimo kokumin ga Shushō o erandara

Radio
- 2010- : FIVE STARS

Photobook
- 15 décembre 2012 : Kanyon17
- 25 avril 2013 : S/mileage ② ~AyaKanon 18sai no Yakusoku~(avec Ayaka Wada)

## Liens
- (ja) Blog officiel de Kanon Fukuda
- (ja) Profil officiel avec Angerme